# Hora
Hora（ホラ）は、Schwarz Steinのキーボードとして知られる日本のミュージシャンである。白塗りのメイクが特徴。

## 略歴
2000年からVELVETEDENのメンバーとして活動を開始する。その後、Schwarz Steinの前身となるRudolf Steinerを経て、2002年にSchwarz Steinとしてデビュー。2004年の解散後はソロとして活動を開始する。

## ディスコグラフィ

### アルバム
- INNER UNIVERSE（2005年）
- THE WORLD（2005年）
- PROMINENCE（2006年）
- VENOM（2007年）
- ICEBOUND（2007年）
- REIGN（2008年）
- domiNATE（2009年）
- WISDOM（2010年）
- TYRANT（2012年）
- COCOON（2013年）
- COCYTUS（2015年）
- RESONANT（2018年）